# Saint-Pierre-es-Champs
Saint-Pierre-es-Champs är en kommun i departementet Oise i regionen Hauts-de-France i norra Frankrike. Kommunen ligger i kantonen Le Coudray-Saint-Germer som tillhör arrondissementet Beauvais. År 2022 hade Saint-Pierre-es-Champs 679 invånare.

## Befolkningsutveckling
Antalet invånare i kommunen Saint-Pierre-es-Champs
| Referens: INSEE |